# Acianthera hamata
Acianthera hamata é uma espécie de orquídea (Orchidaceae) que existe na Costa Rica.

## Publicação e sinônimos
- Acianthera hamata Pupulin & G.A.Rojas, Harvard Pap. Bot. 12: 156 (2007).